# Ophidiaster duncani
Espèce
Ophidiaster duncani est une espèce d'étoiles de mer de la famille des Ophidiasteridae.

## Description
C'est une Ophidiaster caractéristique, aux bras effilés dans le dernier quart, de couleur généralement beige, marquée par huit séries régulières d'aires papulaires légèrement enfoncées le long de chaque bras. On la reconnaît à ses plaques terminales au bout des bras, lisses et épineuses, et à ses longs tubercules ambulacraires modifiés en piques effilées. 

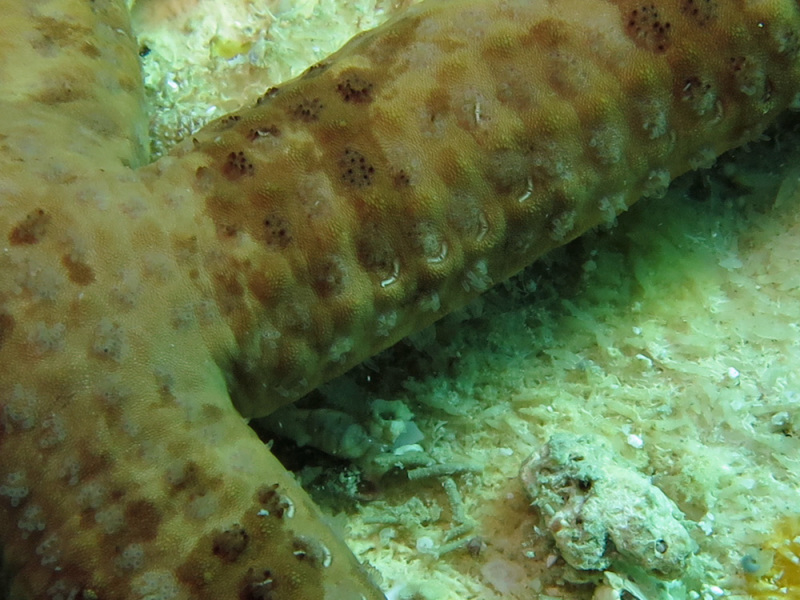
Gros-plan.
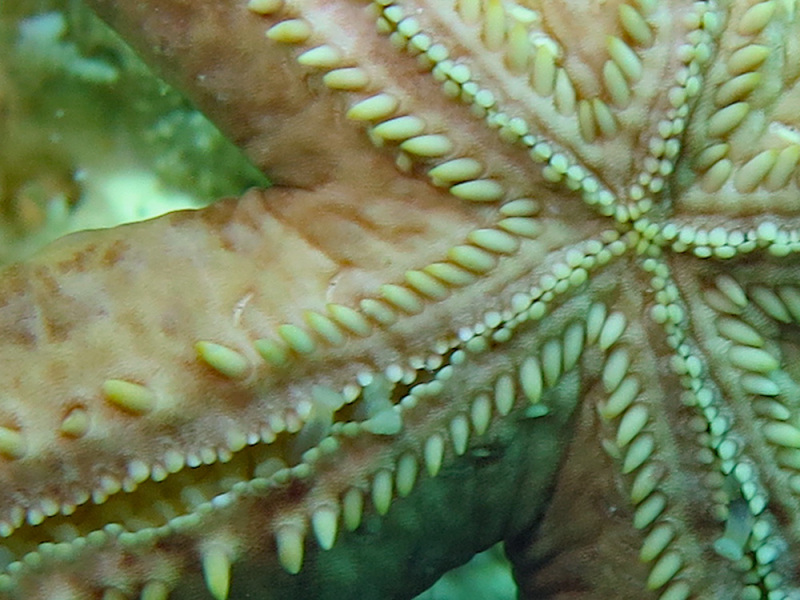
Face inférieure, avec les longues épines caractéristiques.
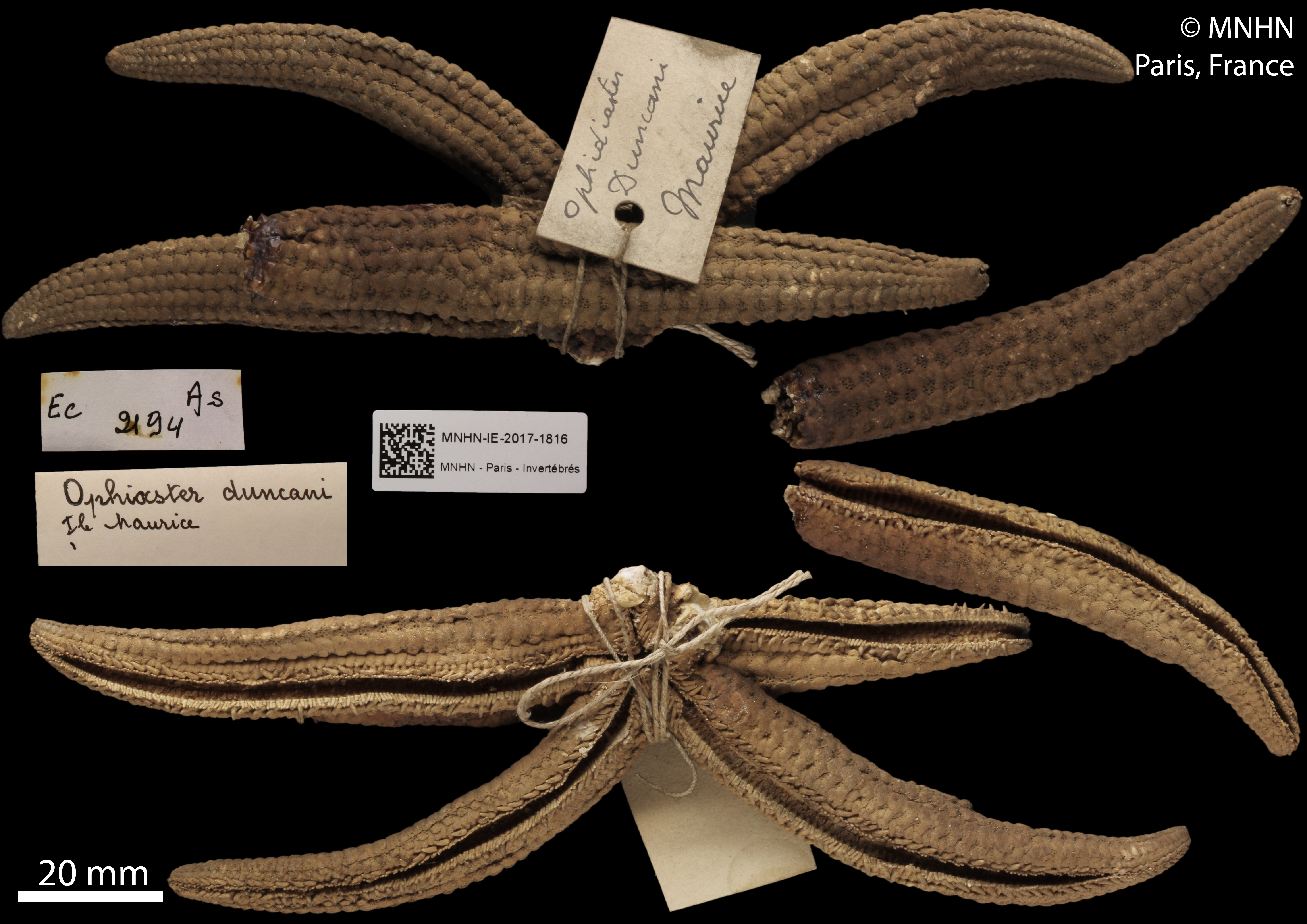
Spécimen holotype du MNHN.

## Répartition
L'holotype provient de M.V. de Robillard, et a été assigné à l'île Maurice, sans que le descripteur P. de Loriol n'ait donné d'indication géographique. Toutefois, cette espèce ne semble observée que dans le Pacifique ouest, de l'Australie orientale à la Polynésie. 

## Systématique
Le nom valide complet (avec auteur) de ce taxon est Ophidiaster duncani de Loriol, 1885.
Ophidiaster duncani a pour synonyme :
- Ophidiaster lioderma H.L. Clark, 1921

## Publication originale
- P. de Loriol, « Catalogue raisonné des échinodermes recueillis par M. V. de Robillard à l'île Maurice. II. Stellérides », Mémoires de la Société de physique et d'histoire naturelle de Genève, Genève, SPHN, vol. 29, no 4,‎ 1885, p. 1-84 (ISSN 0252-7960, OCLC 4277814, lire en ligne).